# ناحیه التوری، شهرستان دکاتور، کانزاس
شهرستان التوری، بخش دکاتور، کنساس (به انگلیسی: Altory Township, Decatur County, Kansas) یک منطقهٔ مسکونی در ایالات متحده آمریکا است که در کانزاس واقع شده‌است.

## خصوصیات
شهرستان التوری ۹۲٫۵۹ کیلومترمربع مساحت و ۱۶ نفر جمعیت دارد و ۷۹۸ متر بالاتر از سطح دریا واقع شده‌است.